# Fully Completely
 (juin 2018).
Si vous disposez d'ouvrages ou d'articles de référence ou si vous connaissez des sites web de qualité traitant du thème abordé ici, merci de compléter l'article en donnant les références utiles à sa vérifiabilité et en les liant à la section « Notes et références ».
Albums de The Tragically Hip
Road Apples
(1991) Day for Night
(1994)
Singles
1. Locked in the Trunk of a Car
Sortie : Octobre 1992
2. Fifty Mission Cap
Sortie : Janvier 1993
3. Courage (for Hugh MacLennan)
Sortie : Février 1993
4. At the Hundredth Meridian
Sortie : Avril 1993
5. Looking for a Place to Happen
Sortie : 1993
6. Fully Completely
Sortie : 1993

Fully Completely est le troisième album studio du groupe de rock canadien The Tragically Hip, sorti en octobre 1992.
L'album est produit par Chris Tsangarides (en). L'illustration de la pochette est conçue par l'artiste hollandaise Lieve Prins (nl).
Il a produit six singles : Locked in the Trunk of a Car, Fifty Mission Cap, Courage (for Hugh MacLennan), At the Hundredth Meridian, Looking for a Place to Happen et Fully Completely.
Dans le mois qui suit sa sortie, Fully Completely est certifié disque de platine et, en janvier 2007, il atteint la certification disque de diamant délivrée par Music Canada (pour au moins 1 000 000 d'exemplaires écoulés).
L'album remporte, également, six prix Juno et deux MuchMusic Video Awards.

## Liste des titres
Toutes les paroles sont écrites par Gordon Downie, toute la musique est composée par The Tragically Hip.
| 1.    | Courage (for Hugh MacLennan)  | 4:27 |
| 2.    | Looking for a Place to Happen | 4:18 |
| 3.    | At the Hundredth Meridian     | 3:21 |
| 4.    | Pigeon Camera                 | 4:34 |
| 5.    | Lionized                      | 3:21 |
| 6.    | Locked in the Trunk of a Car  | 4:42 |
| 7.    | We’ll Go Too                  | 3:24 |
| 8.    | Fully Completely              | 3:31 |
| 9.    | Fifty-Mission Cap             | 4:10 |
| 10.   | Wheat Kings                   | 4:19 |
| 11.   | The Wherewithal               | 2:55 |
| 12.   | Eldorado                      | 3:47 |
| 46:50 |                               |      |

### Deluxe edition
Une « édition de luxe » remastérisée de l'album est publiée en novembre 2014.
Cette réédition comprend deux nouvelles chansons issues des sessions d'enregistrement originales, ainsi qu'un deuxième disque présentant un concert de septembre 1992 à la Horseshoe Tavern de Toronto. L'un des nouveaux titres, Radio Show, est diffusé en guise de single pour promouvoir la réédition et atteint la 29e place du classement rock canadien.
| 13. | Radio Show (Titre studio inédit)      | 4:39 |
| 14. | So Hard Done By (Titre studio inédit) | 3:00 |

| 1.  | At the Hundredth Meridian     | 3:53 |
| 2.  | Fifty-Mission Cap             | 4:10 |
| 3.  | We’ll Go Too                  | 3:56 |
| 4.  | Fully Completely              | 3:54 |
| 5.  | Pigeon Camera                 | 4:32 |
| 6.  | Twist My Arm                  | 3:50 |
| 7.  | Lionized                      | 3:34 |
| 8.  | Wheat Kings                   | 4:06 |
| 9.  | Eldorado                      | 4:08 |
| 10. | Looking for a Place to Happen | 4:50 |
| 11. | Courage (for Hugh MacLennan)  | 4:13 |
| 12. | Locked in the Trunk of a Car  | 4:52 |
| 13. | The Wherewithal               | 3:34 |

## Crédits
| - Gordon Downie : chant (frontman) - Bobby Baker : guitare solo - Gord Sinclair : basse, chant, chœurs - Paul Langlois : guitare rythmique, chant, chœurs - Johnny Fay : batterie | - Production, enregistrement, mixage : Chris Tsangarides - Production (assistant), ingénierie (assistant) : Chris Marshall, Sarah Bedingham - Mastering : Ian Cooper - Remastérisation : Bob Ludwig - Design, artwork (production artistique) : Lieve Prins - Design (additionnel) : Bobby Baker, Simon Paul - Illustrations : Simon Davis |